# Georges Pruvôt
Pour les articles homonymes, voir Pruvot.
Georges Florentin Pruvôt est un zoologiste français né le 11 avril 1852 à Saint-Amand-Montrond et mort le 15 octobre 1924 à Neuilly-sur-Seine.

## Biographie
Il étudie à la faculté de médecine de Paris où il obtient sa licence puis son doctorat de médecine (1882). Sa thèse est intitulée : Contribution à l'étude des larves de diptères trouvées dans le corps humain. Il devient préparateur à la faculté des sciences de Paris puis, l’année suivante à la Station biologique de Roscoff. Ayant obtenu son doctorat en sciences en 1885 avec une thèse intitulée Recherches anatomiques et morphologiques sur le système nerveux des annélides polychètes, il devient maître de conférences à la faculté des sciences de Paris (1885), puis chargé de cours à l'université de Grenoble (1892), puis professeur l’année suivante.
En 1898, il devient chef de travaux à la faculté des sciences de Paris, en 1900, directeur du laboratoire de Banyuls-sur-Mer. Il quitte ses fonctions à Grenoble (1902) pour prendre la charge d’un cours d’anatomie comparée à Paris. Il devient professeur adjoint (1907), professeur (1910). Il se marie avec Alice Fol (1873-1972) en juillet 1908, elle aussi zoologiste. Il prend sa retraite en 1922 et est fait professeur émérite.

## Liste partielle des publications
- Anatomies et Recherches sur le système morphologique nerveux des annélides polychètes, 1885
- Vers et arthropodes, Paris, 1886 : 167 p.
- Annélides polychètes de Nouvelle-Calédonie recueillies par M. François. Introduction et notes de Pierre Fauvel. Paris, H.Le Soudier, 1930[2]